# Marcin Szkopowski
Marcin Szkopowski (ur. 21 marca 1870 w Rudce, zm. 10 sierpnia 1944 w Warszawie) – polski duchowny Kościoła Katolickiego.

## Życiorys
Był synem Franciszka i Kazimiery z d. Bohusz. Ukończył studia filozoficzno-teologiczne w Metropolitalnym Seminarium Duchownym w Warszawie. Pełnił funkcję wikarego m.in. w parafii w Skierniewicach, Mszczonowie, Łodzi i w Warszawie oraz proboszcza w Kozłowie Biskupim. Uczył religii m.in. w Prywatnym Żeńskim Gimnazjum im. Królowej Jadwigi (1900-1905), Gimnazjum im. Stanisława Staszica. W latach 1918-1935 uczył religii w Państwowym Gimnazjum im. Stefana Batorego w Warszawie. W 1926 doktoryzował się z zakresu prawa kanonicznego na Wydziale Teologii  Katolickiej Uniwersytetu Warszawskiego. Pisał artykuły na tematy religijne do „Kuriera Warszawskiego”.
Był związany z warszawskim środowiskiem aktorskim, nazywano go kapelanem teatralnym; w 1925 poświęcił kamień węgielny pod budowę 
domu aktora w Skolimowie.
Był pierwszym kapelanem Warszawskiej Straży Ogniowej okresu porozbiorowego (od 1915); na prośbę władz miasta i komendanta Józefa Tuliszkowskiego otrzymał przydział do WSO na podstawie decyzji metropolity warszawskiego, abp. Aleksandra Kakowskiego; uzyskał stopień oficerski, zorganizował stałą opiekę duszpasterską i opracował specjalny ceremoniał. Od 1916 był kapelanem Związku Floriańskiego; wszedł do pierwszego zarządu związku. Był jednym z czołowych organizatorów I Ogólnopaństwowego Zjazdu Delegatów Straży Ogniowych Rzeczypospolitej Polskiej w 1921, na którym został utworzony Głównego Związku Straży Pożarnych Rzeczypospolitej Polskiej. W 1937 poświęcił kamień węgielny pod budowę Centralnego Ośrodka Wyszkolenia Pożarniczego na Żoliborzu w Warszawie. W tym samym roku objął obowiązki rektora kościoła św. Marcina przy ulicy Piwnej na Starym Mieście w Warszawie.
Zginął pod gruzami przy ul.Piwnej 11 podczas powstania warszawskiego. Został pochowany na Cmentarzu Powązkowskim (kw. 107, rz. 5,6, gr. 23-30, zbiorowy grób kapłanów archidiecezji warszawskiej).